# Henryk Józef Nowacki
Henryk Józef Nowacki (Gunzenhausen, 11 augustus 1946) is Duits geestelijke en een diplomaat van de Rooms-Katholieke Kerk.
Nowacki ontving op 31 mei 1970 het sacrament van de priesterwijding door bisschop Jerzy Karol Ablewicz van Tarnów. Op 8 februari 2001 werd hij benoemd tot apostolisch nuntius in Slowakije en tot titulair aartsbisschop van Blera. Zijn bisschopswijding ontving hij op 19 maart 2001 van paus Johannes Paulus II persoonlijk. Medeconsecratoren waren de kardinalen Giovanni Battista Re en Angelo Sodano.
Op 28 november 2007 werd Nowacki benoemd tot apostolische nuntius in Nicaragua. Op 28 juni 2012 volgde zijn benoeming tot nuntius in Zweden en IJsland. Op 6 oktober 2012 werd hij tevens benoemd tot nuntius in Denemarken, Finland en Noorwegen.
Nowacki ging op 20 februari 2017 met emeritaat.
- International Standard Name Identifier: 0000 0004 3945 7585
- Virtual International Authority File: 311411086